# 羅周敬
罗周敬（906年—937年），字尚素，中国五代十国时后梁驸马，魏州贵乡县（今河北省大名县）人，祖籍長沙。后梁末帝朱友贞的女婿，魏博节度使罗绍威的第三子。

## 生平
罗周敬八岁能写诗，流传人口。开始任检校尚书礼部员外郎，十岁时继兄长罗周翰节制滑台。在后梁末帝时官至秘书监，娶普安公主为妻。公主死后，续娶东海徐氏。后唐灭后梁，罗周敬历任左右金吾大将军、同州节度使。后晋天福二年（937年）罗周敬卒。十月初六日葬。清乾隆五十五年七月羅周敬墓誌出土於河南省洛陽市清封鄉。拓片長68厘米，寬71厘米。殷鵬撰并正書。
诸子守太子舍人罗延赏、罗延绪、罗延宗皆公主所出。罗周敬二女分别嫁给郝氏、娄氏，非公主所出。另有年幼二女。

## 延伸阅读
[在维基数据编辑]
 《舊五代史/卷91》，出自薛居正《舊五代史》